# Ангелски рангове
Според средновековните християнски богослови има девет ангелски чина, разделени в три йерархии.
Висша йерархия
- серафими;
- херувими;
- престоли.

Средна йерархия
- господства;
- сили;
- власти.

Трета сфера
- начала;
- архангели;
- ангели.

Въпреки голямата популярност на тази класификация през средните векове много други подредби и разделения са предложени по рисунките на Дионисий Ареопагит, а някои са съвсем различни (някои автори намаляват броя на ангелските чинове на 7). 
Ангелите-пазители нямат определен чин. Не всички религии са на това мнение. Някои ги причисляват към ангелите, а други смятат, че пазител може да е ангел от всякактв чин.